# Río Marapa
Río Marapa är ett vattendrag i Argentina.   Det ligger i provinsen Tucumán, i den norra delen av landet, 1 000 km nordväst om huvudstaden Buenos Aires.
Runt Río Marapa är det glesbefolkat, med 8 invånare per kvadratkilometer.